# Крнеза
Крнеза (хорв. Krneza) — населений пункт у Хорватії, у Задарській жупанії у складі громади Ражанаць.

## Населення
Населення за даними перепису 2011 року становило 177 осіб.
Динаміка чисельності населення поселення:

## Клімат
Середня річна температура становить 14,22 °C, середня максимальна – 27,77 °C, а середня мінімальна – 1,06 °C. Середня річна кількість опадів – 921 мм.
| Клімат поселення                              | Клімат поселення | Клімат поселення | Клімат поселення | Клімат поселення | Клімат поселення | Клімат поселення | Клімат поселення | Клімат поселення | Клімат поселення | Клімат поселення | Клімат поселення | Клімат поселення | Клімат поселення |
| Показник                                      | Січ.             | Лют.             | Бер.             | Квіт.            | Трав.            | Черв.            | Лип.             | Серп.            | Вер.             | Жовт.            | Лист.            | Груд.            |                  |
| Середній максимум, °C                         | 10,70            | 11,44            | 14,00            | 17,05            | 21,67            | 25,43            | 27,77            | 27,43            | 23,55            | 19,17            | 13,67            | 10,90            |                  |
| Середня температура, °C                       | 5,89             | 6,61             | 9,18             | 12,25            | 16,87            | 20,60            | 23,91            | 23,56            | 19,67            | 15,30            | 9,80             | 7,02             |                  |
| Середній мінімум, °C                          | 1,06             | 1,81             | 4,36             | 7,44             | 12,04            | 15,80            | 20,03            | 19,68            | 15,80            | 11,43            | 5,94             | 3,15             |                  |
| Норма опадів, мм                              | 76               | 66               | 69               | 77               | 70               | 59               | 35               | 53               | 102              | 110              | 108              | 96               |                  |
| Середньомісячна швидкість вітру, м/с          | 2.77             | 2.89             | 3.07             | 2.94             | 2.56             | 2.37             | 2.40             | 2.28             | 2.46             | 2.60             | 3.12             | 3.02             |                  |
| Середньомісячна сонячна радіація, кДж/м²·день | 4912             | 7632             | 11267            | 16007            | 20309            | 22420            | 24183            | 20933            | 15457            | 9829             | 5347             | 4196             |                  |
| --------------------------------------------- | ---------------- | ---------------- | ---------------- | ---------------- | ---------------- | ---------------- | ---------------- | ---------------- | ---------------- | ---------------- | ---------------- | ---------------- | ---------------- |
| Джерело:                                      |                  |                  |                  |                  |                  |                  |                  |                  |                  |                  |                  |                  |                  |